# Massimiliano di Waldburg-Zeil
Massimiliano Wunibaldo di Waldburg-Zeil (Monaco di Baviera, 20 agosto 1750 – Zeil, 16 maggio 1818) fu conte poi principe regnante di Waldburg-Zeil dal 1790 al 1806, mantenendo poi tale titolo come onorifico.

## Biografia
Massimiliano era il figlio del conte Francesco Antonio di Waldburg-Zeil (1714 - 1790) e di sua moglie, la contessa Maria Anna Sofia di Waldburg-Zeil (1728 - 1782). Suo prozio era Ferdinand Christoph von Waldburg-Zeil, vescovo di Chiemsee.
Divenuto conte alla morte del padre nel 1790, a partire dal 1803 Massimiliano avviò delle procedure per evitare che il proprio territorio venisse mediatizzato a qualche stato superiore presagendo la fine del Sacro Romano Impero e pertanto si impegnò al pagamento di 90.000 fiorini affinché l'imperatore gli concedesse il titolo di principe del Sacro Romano Impero. Malgrado questo intervento e l'avvenuta concessione, nel 1806 Massimiliano fu costretto a cedere il proprio territorio al vicino Regno di Württemberg. Malgrado le proteste ed i continui contrasti col re Federico I, il territorio non gli venne mai restituito, ma gli venne concessa nel 1808 la carica onorifica di "protettore" di Waldburg-Zeil, una carica che ad ogni modo lo mantenne sempre lontano dal governare l'area. Al Congresso di Vienna, Massimiliano tentò ancora una volta inutilmente di riottenere per sé e per i propri discendenti i propri possedimenti, ma il Württemberg seguitò ad avere la meglio. A questo punto il principe Massimiliano addusse un vecchio diritto dal quale sperava di poter trarre qualche beneficio per la propria casata: durante la Guerra dei Trent'anni un suo avo, difese l'avanzata degli svedesi nel territorio della contea di Waldburg-Wolfegg impedendo che questi dilagassero anche in Austria e quindi nel cuore dell'impero, oltre a difendere le città di Lindau e Costanza, con le sole forze del suo esercito personale, il che però gli costò la distruzione del castello di Wolfegg. Il Congresso di Vienna gli riconobbe in virtù di questa e delle recenti perdite del principato la somma di 70.000 fiorini, di cui però gli pervennero in pagamento solo 9.200 fiorini.

## Matrimonio e figli
Massimiliano si sposò due volte. Il 7 novembre 1774 sposò la baronessa Maria von Hornstein zu Weiterdingen  (1751 - 1797). Da questo matrimonio nacquero i seguenti eredi:
- Franz Thaddäus (1778 - 1845), II principe di Waldburg-Zeil
- Maria Theresia (1780 - 1832), sposò dal 1800 il barone Johann Franz von und zu Bodman (m. 1833)
- Maria Josepha Crescentia (1786 - 1850), nel 1811 si sposò con il barone Nikolaus Leopold von Enzberg (m. 1855)

Dopo la morte della prima moglie, il 18 febbraio 1798, Massimiliano si risposò con la baronessa Bernardina di Waldburg-Wolfegg (1772 - 1835). Da questo matrimonio nacquero i seguenti eredi:
- Otto Sigmund Ludwig (1798 - 1821)
- Maximilian Clemens, conte di Waldburg-Zeil-Hohenems (1799 - 1868)

## Ascendenza
|                                           |                              |                                       | Genitori                                    |  |  | Nonni |  |  | Bisnonni                                      |  |  | Trisnonni                                |  |
|                                           |                              |                                       |                                             |  |  |       |  |  | Johann Christoph von Waldburg-Zeil-Trauchburg |  |  | Paris Jacob von Waldburg-Zeil-Trauchburg |  |
|                                           |                              |                                       |                                             |  |  |       |  |  | Johann Christoph von Waldburg-Zeil-Trauchburg |  |  | Paris Jacob von Waldburg-Zeil-Trauchburg |  |
|                                           |                              | Amalia Lucia van den Bergh            |                                             |  |  |       |  |  | Johann Christoph von Waldburg-Zeil-Trauchburg |  |  |                                          |  |
| Johann Jakob von Waldburg-Zeil-Trauchburg |                              |                                       |                                             |  |  |       |  |  | Johann Christoph von Waldburg-Zeil-Trauchburg |  |  |                                          |  |
|                                           |                              | Maria Franziska von Montfort          | Johann VIII von Montfort                    |  |  |       |  |  |                                               |  |  |                                          |  |
|                                           |                              | Maria Franziska von Montfort          | Johann VIII von Montfort                    |  |  |       |  |  |                                               |  |  |                                          |  |
|                                           |                              | Maria Franziska von Montfort          | Maria Katharina von Sulz                    |  |  |       |  |  |                                               |  |  |                                          |  |
| Franz Anton von Waldburg-Zeil-Trauchburg  |                              | Maria Franziska von Montfort          |                                             |  |  |       |  |  |                                               |  |  |                                          |  |
|                                           |                              | Johann Josef von Khüenburg            | Johann Friedrich von Kienburg zu Ungersbach |  |  |       |  |  |                                               |  |  |                                          |  |
|                                           |                              | Johann Josef von Khüenburg            | Johann Friedrich von Kienburg zu Ungersbach |  |  |       |  |  |                                               |  |  |                                          |  |
|                                           |                              | Johann Josef von Khüenburg            | Johanna de Guzmán de Silva                  |  |  |       |  |  |                                               |  |  |                                          |  |
| Maria Elisabeth von Küenburg              |                              | Johann Josef von Khüenburg            |                                             |  |  |       |  |  |                                               |  |  |                                          |  |
|                                           |                              | Josepha von Harrach zu Rohrau         | Ferdinand Bonaventura I von Harrach         |  |  |       |  |  |                                               |  |  |                                          |  |
|                                           |                              | Josepha von Harrach zu Rohrau         | Ferdinand Bonaventura I von Harrach         |  |  |       |  |  |                                               |  |  |                                          |  |
|                                           |                              | Josepha von Harrach zu Rohrau         | Johanna Theresia von Lamberg                |  |  |       |  |  |                                               |  |  |                                          |  |
| Maximilian von Waldburg-Zeil-Trauchburg   |                              | Josepha von Harrach zu Rohrau         |                                             |  |  |       |  |  |                                               |  |  |                                          |  |
|                                           | Christoph Franz von Waldburg | Johann Ernst Truchsess von Waldburg   |                                             |  |  |       |  |  |                                               |  |  |                                          |  |
|                                           | Christoph Franz von Waldburg | Johann Ernst Truchsess von Waldburg   |                                             |  |  |       |  |  |                                               |  |  |                                          |  |
|                                           | Christoph Franz von Waldburg | Maria Monika von Königsegg-Aulendorf  |                                             |  |  |       |  |  |                                               |  |  |                                          |  |
| Friedrich Anton Marquard von Waldburg     | Christoph Franz von Waldburg |                                       |                                             |  |  |       |  |  |                                               |  |  |                                          |  |
|                                           |                              | Maria Sophia zu Oettingen-Wallerstein | Wolfgang IV zu Oettingen-Wallerstein        |  |  |       |  |  |                                               |  |  |                                          |  |
|                                           |                              | Maria Sophia zu Oettingen-Wallerstein | Wolfgang IV zu Oettingen-Wallerstein        |  |  |       |  |  |                                               |  |  |                                          |  |
|                                           |                              | Maria Sophia zu Oettingen-Wallerstein | Anna Dorothea von Wolkenstein-Rodenegg      |  |  |       |  |  |                                               |  |  |                                          |  |
| Maria Anna zu Waldburg                    |                              | Maria Sophia zu Oettingen-Wallerstein |                                             |  |  |       |  |  |                                               |  |  |                                          |  |
|                                           |                              | Johann Christoph von Khuenburg        | Christoph von Khuenburg                     |  |  |       |  |  |                                               |  |  |                                          |  |
|                                           |                              | Johann Christoph von Khuenburg        | Christoph von Khuenburg                     |  |  |       |  |  |                                               |  |  |                                          |  |
|                                           |                              | Johann Christoph von Khuenburg        | Anna Maria Constantia von Khuenburg         |  |  |       |  |  |                                               |  |  |                                          |  |
| Maria Karoline von Khuenburg              |                              | Johann Christoph von Khuenburg        |                                             |  |  |       |  |  |                                               |  |  |                                          |  |
|                                           |                              | Maria Theresia von Khuenburg          | Sigismund Ludwig von Khuenburg              |  |  |       |  |  |                                               |  |  |                                          |  |
|                                           |                              | Maria Theresia von Khuenburg          | Sigismund Ludwig von Khuenburg              |  |  |       |  |  |                                               |  |  |                                          |  |
|                                           |                              | Maria Theresia von Khuenburg          | Anna Maria von Eibiswald                    |  |  |       |  |  |                                               |  |  |                                          |  |
|                                           |                              | Maria Theresia von Khuenburg          |                                             |  |  |       |  |  |                                               |  |  |                                          |  |